# Mediolanum (vonat)
A Mediolanum egy nemzetközi Trans-Europ-Express járat volt, mely napjainkban mint EuroCity közlekedik tovább. A járat az évek alatt több változáson is átesett, végállomásai többször módosultak. egyedül az olaszországi végállomás, Milánó maradt állandó.
Nevét Milánó észak-olasz város római neve után kapta.

## Története

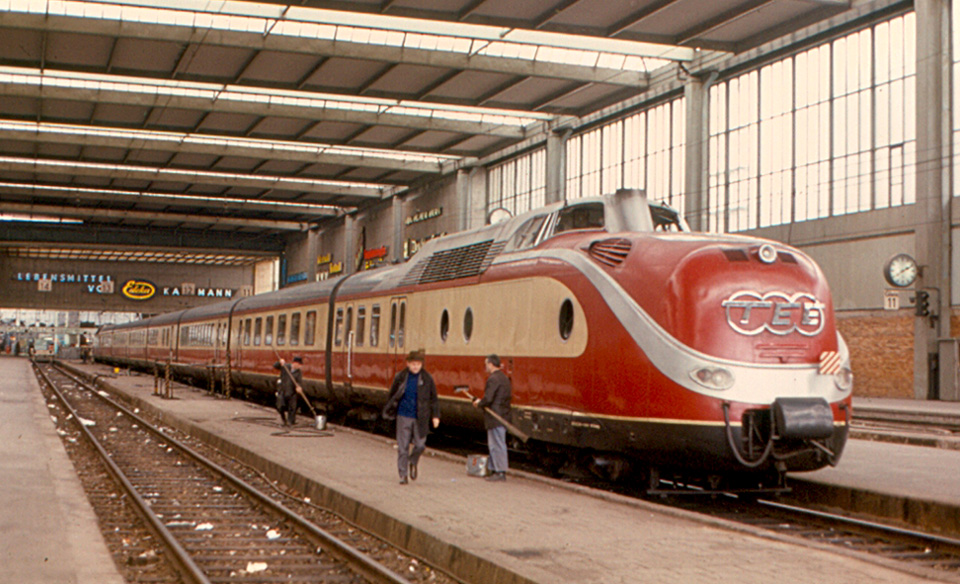
A Mediolanum München Hauptbahnhof állomáson 1970. március 28-án

A Mediolanum legelőször mint Trans-Europ-Express (TEE) közlekedett 1957 és 1984 között Milánó és München között csak első osztályú kocsikkal. Üzemeltetője a Deutsche Bundesbahn (DB), az Osztrák Szövetségi Vasutak (ÖBB) és az Olasz Államvasutak (FS).
1984. június 3-án a vonatot lefokozták TEE-ről egy két kocsiosztályt is továbbító InterCity-re, az útvonalát pedig meghosszabbították észak felé egészen Dortmunig a korábban erre közlekedő Nymphenburg IC-vonat menetvonalán. Az üzemeltetők ugyanazok maradtak, de csak 1987-ig, amikor ezt a járatot felváltotta a Leonardo da Vinci EuroCity ugyanazon az útvonalon és menetrend szerint.
2001-ben Mediolanum újjáéledt InterCity vonatként, de ezúttal a vonat az IC 253/254 helyett közlekedett a svájci Basel SBB és Milano Centrale között. A harmadik Mediolanumot a Svájci Szövetségi Vasutak (SBB-CFF-FFS) és az FS működtette 2004-ig, amikor átsorolták az EuroCity-k közé és működését átvette a Cisalpino.
A járat napjainkban továbbra is EuroCityként üzemel tovább.

## Járművek
A Mediolanum vasúti járműve az FS ALn 442-448 sorozatú motorkocsi volt 1957 és 1969 között, majd ezt felváltotta a DB VT 11.5 sorozatú dízel motorvonat. 1972-től olasz személykocsikkal közlekedett különböző villamos mozdonyokkal, melyek az útvonal különböző részein továbbították a szerelvényt.
1977 nyarán az olasz kocsikat németre cserélték, de ez nem volt hosszú életű, így ismét visszatértek az olasz személykocsik.